# مقاطعة المرينيين
مقاطعة المرينيين هي جزء من التقسيم الإداري لولاية فاس، تضم هذه المقاطعة 209.494 نسمة لإحصاء سنة 2014.

## أهم الأحياء
- حي ظهر الخميس ( بنسليمان + لابيطا + بنزاكور + الحي الحسني + البورنيات + كريان الحجوي )
- حي الوفاق
- حي الأمل (45)
- حي بلخياط
- حي بن دباب
- حي المصلى
- حي عين هارون
- حي عين قادوس
- حي السلام
- حي الضيعة
- الحي المحمدي
- حي ثغات
- حي الحديقة
- حي واد فاس

## مراكز الصحة المهمة
- مستشفى ابن الخطيب .
- مصحة التجموعتي للتوليد .
- مستشفى الأمراض العقلية بن الحسن
- بالإضافة إلى المستوصفات المنتشرة في الكثير من أحياء المقاطعة .

## المدارس الابتدائية
م فاطمة الفهرية - م حي لعلو - م أم سلمة - م عين قادوس بنين - م الضيعة - م 20 غشت - م ابن باديس - م الفقيه مكوار - م الفقيه محمد الطاهري - م عين هارون - م الراضي السلاوي - مدرسة بجمعة عميرش (م ظهر الخميس سابقا ) - مدرسة سجلماسة ( م عمر بن الخطاب سابقا ) - م خالد بن الوليد - م الشارة - م عبد الله بن الزبير - م الشهيد محمد الزرقطوني - م بلال بن رباح - م الفقيه محمد الغازي - م الشهيد عبد العزيز بن ادريس - م سلمان الفارسي - م عثمان بن عفان - م حي مبروكة .

## الثانويات الإعدادية
ثا .ابن الهيثم ( ثا .تأهيلية بها اعدادي) - ثا .القرويين «م ت اصيل» (ثا .تأهيلية بها اعدادي) - اع .عبد العالي بنشقرون -إع .ابن زيدون (ثا .تأهيلية بها اعدادي) -إع.سيدي جواد الصقلي - اع .عين هارون - إع .محمد السرغيني (اع.حي السلام سابقا ) - اع .لسان الدين بن الخطيب -إع .الجاحظ - اع.الحديقة -اع .محمد بن عبد الكريم الحطابي - اع .المنفلوطي (ثا .تأهيلية بها العدادي )- اع أم سلمة .

## الثانويات التأهيلية
ثا.ابن خلدون - ثا .ابن الهيثم )ثا .تأهيلية بها العدادي) - ثا .القرويين «م ت اصيل» ( ثا .تأهيلية بها اعدادي) - إع .ابن زيدون ( ثا .تأهيلية بها العدادي )- ثا.علال لوديي - اع .المنفلوطي (ثا .تأهيلية بها اعدادي ) .